# Armored Saint (EP)
Armored Saint è il primo EP dell'omonimo gruppo musicale heavy metal statunitense, pubblicato dall'etichetta discografica Metal Blade Records nel 1983. Il disco può essere considerato come uno dei primi esempi di power metal americano.

## Il disco
Si tratta della prima pubblicazione ufficiale della band e venne edita su disco in vinile da 12". Questo lavoro fu una delle iniziali uscite della Metal Blade e venne realizzato con la collaborazione di Bill Metoyer in veste di ingegnere del suono. L'EP si compone di tre tracce, in precedenza registrate sul demo del 1982, tra le quali sono presenti i brani False Alarm, che venne inserito l'anno successivo nell'album d'esordio March of the Saint, e Lesson Well Learned, proveniente dal secondo volume della compilation Metal Masscre. Le canzoni presenti sull'EP furono in seguito incluse nella raccolta Nod to the Old School del 2001.
Il vinile venne ristampato nel 2009 dalla Molten Metal Productions e nel 2012 dalla Metal Blade in edizione limitata. Quest'ultima edizione include i brani No Reason to Live e Stricken by Fate scritti per il demo del 1982 e presenti nella stessa versione, il primo nell'album Saints Will Conquer e il secondo nella compilation Nod to the Old School.

## Tracce
EP originale
1. Lesson Well Learned – 3:39
2. False Alarm – 4:03
3. On the Way – 4:43

Edizione limitata 2012
1. Lesson Well Learned – 3:39
2. No Reason to Live – 4:01
3. False Alarm – 4:03
4. Stricken by Fate – 3:29
5. On the Way – 4:43

## Formazione
- John Bush -  voce
- David Prichard -  chitarra
- Phil Sandoval -  chitarra
- Joey Vera -  basso
- Gonzo Sandoval - batteria